# Rosławl II
Rosławl II (ros. Рославль II, станция Рославль II) – stacja kolejowa w zachodniej Rosji, w osiedlu wiejskim Pierienskoje rejonu rosławskiego w obwodzie smoleńskim.

## Geografia
Stacja należy do Kolei Moskiewskiej. Położona jest w dieriewni Rosławl-2, 130 km od Smoleńska.